# Djibril Ngom
 (janvier 2012).
Si vous disposez d'ouvrages ou d'articles de référence ou si vous connaissez des sites web de qualité traitant du thème abordé ici, merci de compléter l'article en donnant les références utiles à sa vérifiabilité et en les liant à la section « Notes et références ».
Pour les articles homonymes, voir Ngom.
Djibril Ngom, né le 31 mars 1952 à Dakar, est un économiste et homme politique sénégalais.

## Biographie
- 1992 : Membre du conseil des Ministres de la commission économique africaine[1]
- 1993 : Nomination comme directeur du Port autonome de Dakar.
- 1997 : Djibril Ngom intègre les Industries chimiques du Sénégal comme directeur général adjoint, trois ans plus tard, en l’an 2000, il est nommé président directeur Général des ICS (poste créé exclusivement pour lui) et SENCHIM, sa filiale de commercialisation et Gérant Statutaire de sa filiale ferroviaire la SEFICS.